# Народный союз (Бельгия)
Волксюни (вариант написания — Фламандский народный союз; нидерл. Volksunie, VU) — политическая партия фламандских националистов в Бельгии, существовавшая в 1954—2001 годах.

Эмблема Народного союза

Волксюни была основана 14 декабря 1954 года и стала преемницей Христианского фламандского народного союза (Christelijke Vlaamse Volksunie), избирательного блока фламандских националистов, получившего 1 место в бельгийской Палате представителей на выборах 11 апреля 1954 года.
Партия изначально оказалась успешной политической силой и уже в 1961 году смогла провести 5 депутатов в палату представителей бельгийского парламента и двоих депутатов в Сенат. Политическое влияние партии росло и на выборах 1971 года Волксюни получила более 11 процентов голосов избирателей, проведя в парламент 21 депутата и 19 сенаторов.
В политическом спектре Бельгии Народный союз занимал центристские позиции, объединяя различные течения фламандского национализма и рассматривая себя прежде всего как коалицию различных оттенков фламандской мысли. Тем не менее правые, радикальные националисты, стоявшие на позициях сепаратизма и призывавшие к отделению Фландрии от Бельгии, всегда находились в меньшинстве в руководящих органах партии и их влияние на политику Волксюни было сведено к минимуму. В 70-е годы XX века сторонники федерализма в руководстве партии окончательно одержали победу над сепаратистами и партия даже приняла участие в работе федерального правительства, сформированного Лео Тиндемансом.
Именно это историческое для Волксюни событие стало формальным поводом для внутрипартийного раскола. В 1977 году из партии выходит большая группа членов её правого крыла во главе с Лоде Класом, объединившаяся во Фламандскую народную партию (Vlaamse Volkspartij). В следующем году эта партия объединяется с Фламандской национальной партией (Vlaams Nationale Partij) Карела Диллена, который вышел из Волксюни ещё в 1971 году в знак протеста против полевения партии. Таким образом на правом фланге политического спектра Фландрии появился Фламандский блок (Vlaams Blok), впоследствии преобразованный в партию Фламандский интерес (Vlaams Belang), ставшую рупором сепаратистов. Общее смещение политического вектора во Фландрии вправо со временем привело к усилению Фламандского блока, который превзошёл Волксюни в начале 90-х годов XX века (6.6% против 5.9% на выборах 1991 года).
Результаты Волксюни на всеобщих выборах продолжали снижаться (5.6 % на выборах 1999 года против 9.9 % у Фламандского блока) и в 2001 году партия прекратила своё существование. Большинство её членов (правоцентристы) объединились в партию Новый фламандский альянс (Nieuw-Vlaamse alliantie), а левое крыло составило партию S.P.I.R.I.T. (Sociaal, Progressief, Internationaal, Regionalistisch, Integraal-democratisch, Toekomstgericht); затем она была переименована в Социально-либеральную партию, а та, в свою очередь, взяла курс на слияние с партией Зелёные!.
Председатели партии
- Вальтер Куврёр (1954-1955)
- Франс ван дер Элст (1955-1975)
- Хюго Схилтц (1975-1979)
- Вик Ансьё (1979-1986)
- Як Габриэлс (1986-1992)
- Берт Ансьё (1992-1998)
- Патрик Ванкрюнкелсвен (1998-2000)
- Герт Буржуа (2000-2001)
- Фонс Боржинон (2001-2001)